# Ophiuche abscisalis
Ophiuche abscisalis är en fjärilsart som beskrevs av Walker 1859. Ophiuche abscisalis ingår i släktet Ophiuche och familjen nattflyn. Inga underarter finns listade i Catalogue of Life.